# Hyalurgus lucidus
Hyalurgus lucidus är en tvåvingeart som först beskrevs av Johann Wilhelm Meigen 1824.  Hyalurgus lucidus ingår i släktet Hyalurgus och familjen parasitflugor. Arten är reproducerande i Sverige. Inga underarter finns listade i Catalogue of Life.